# Киминдија (Хунедоара)
Киминдија (рум. Chimindia) насеље је у Румунији у округу Хунедоара у општини Харау. Oпштина се налази на надморској висини од 196 m.

## Становништво
Према подацима из 2002. године у насељу је живело 383 становника.

### Попис2002.
| Расподела становништва по националности 2002.‍ | Расподела становништва по националности 2002.‍ | Расподела становништва по националности 2002.‍ | Расподела становништва по националности 2002.‍ | Расподела становништва по националности 2002.‍ |
| --------------------------------------------- | --------------------------------------------- | --------------------------------------------- | --------------------------------------------- | --------------------------------------------- |
|                                               |                                               |                                               |                                               |                                               |
| Румуни                                        | Румуни                                        |                                               | 362                                           | 94,5%                                         |
| Мађари                                        | Мађари                                        |                                               | 15                                            | 3,9%                                          |
| Роми                                          | Роми                                          |                                               | 6                                             | 1,6%                                          |